# Gora Neser
Gora Neser (ryska: Гора Несер, azerbajdzjanska: Nesen Dağı) är ett berg i Azerbajdzjan, på gränsen till Ryssland.   Det ligger i distriktet Şabran Rayonu, i den centrala delen av landet, 200 km nordväst om huvudstaden Baku. Toppen på Gora Neser är 3 904 meter över havet, eller 42 meter över den omgivande terrängen. Bredden vid basen är 0,20 km.
Terrängen runt Gora Neser är huvudsakligen bergig. Gora Neser ligger uppe på en höjd som går i öst-västlig riktning. Runt Gora Neser är det ganska tätbefolkat, med 58 invånare per kvadratkilometer.. Närmaste större samhälle är Kemervan, 17,4 km söder om Gora Neser. 
Trakten runt Gora Neser består i huvudsak av gräsmarker.